# Data- en Kennishub Gezond Stedelijk Leven
De Data- en Kennishub Gezond Stedelijk Leven (DKH GSL) is een onafhankelijk en open platform van publieke en private organisaties.
De organisaties binnen het platform ontwikkelen wetenschappelijk onderbouwde, datagedreven concepten en instrumenten voor een gezonde stedelijke leefomgeving. De Universiteit Utrecht, het RIVM en Economic Board Utrecht (EBU) zijn de initiatiefnemers van dit platform.
De basis voor alle activiteiten van de Data- en Kennishub Gezond Stedelijk Leven (DKH GSL) wordt gevormd door het zogenaamd FAIR datapoint, waarbij data over de leefomgeving en gezondheid verzameld en ontsloten wordt via een federatief data ecosysteem.
Binnen de hub zijn er verschillende rollen. De consortiumpartners geven richting aan de hub op strategisch en inhoudelijk niveau. Innovatiepartners dragen bij aan de ontwikkelingen binnen projecten. Publieke en commerciële gebruikers, maar ook inwoners maken op termijn gebruik van (bewerkte) data en tools zoals applicaties en rekeninstrumenten. De hub zoekt samenwerking op projectniveau, in de wijk of middels een Burgerwetenschap initiatief, zoals bijvoorbeeld in het Snuffelfiets project.

## Partners
- ROM Utrecht Region
- RIVM
- Universiteit Utrecht
- WeCity
- Future City Foundation
- Gemeente Amersfoort
- Hogeschool Utrecht
- Mecanoo
- Provincie Utrecht
- Universitair Medisch Centrum Utrecht
- Urban Sync
- Gemeente Hilversum
- Heijmans NV

## Management team
Op 1 januari 2021 bestaat het management team uit:
- Hanneke Zijtveld - Programmamanager
- Erik Tielemans - RIVM
- Roel Vermeulen - Universiteit Utrecht
- Karen van der Moolen - ROM Utrecht Region
- Liesbeth van Holten - Provincie Utrecht